# Box-office France 1959
Cet article traite du box-office de 1959 en France.

## Les films de plus d'un million d'entrées
| Classement | Titre                                  | Pays            | Réalisateur            | Box-office France |
| ---------- | -------------------------------------- | --------------- | ---------------------- | ----------------- |
| 1.         | La Vache et le Prisonnier              |                 | Henri Verneuil         | 8 844 199 entrées |
| 2.         | La Belle au bois dormant               |                 | Clyde Geronimi         | 6 585 521 entrées |
| 3.         | La Jument verte                        |                 | Claude Autant-Lara     | 5 272 066 entrées |
| 4.         | Babette s'en va-t-en guerre            |                 | Christian-Jaque        | 4 657 610 entrées |
| 5.         | Les Liaisons dangereuses 1960          | Roger Vadim     | 4 322 955 entrées      |                   |
| 6.         | Certains l'aiment chaud                |                 | Billy Wilder           | 4 201 714 entrées |
| 7.         | Les Quatre Cents Coups                 |                 | François Truffaut      | 4 092 970 entrées |
| 8.         | Archimède le clochard                  |                 | Gilles Grangier        | 4 073 891 entrées |
| 9.         | La Mort aux trousses                   |                 | Alfred Hitchcock       | 4 022 396 entrées |
| 10.        | Salomon et la Reine de Saba            | King Vidor      | 3 994 914 entrées      |                   |
| 11.        | Orfeu Negro                            |                 | Marcel Camus           | 3 690 517 entrées |
| 12.        | Rio Bravo                              |                 | Howard Hawks           | 3 643 783 entrées |
| 13.        | J’irai cracher sur vos tombes          |                 | Michel Gast            | 3 488 415 entrées |
| 14.        | L'Auberge du sixième bonheur           |                 | Mark Robson            | 3 457 438 entrées |
| 15.        | Rue des prairies                       |                 | Denys de La Patellière | 3 412 201 entrées |
| 16.        | Les Motards                            |                 | Jean Laviron           | 3 317 271 entrées |
| 17.        | Voulez-vous danser avec moi ?          |                 | Michel Boisrond        | 3 196 005 entrées |
| 18.        | Les Bateliers de la Volga              |                 | Victor Tourjanski      | 3 109 250 entrées |
| 19.        | La Tempête                             |                 | Alberto Lattuada       | 2 924 813 entrées |
| 20.        | Les Travaux d'Hercule                  |                 | Pietro Francisci       | 2 917 106 entrées |
| 21.        | Maigret et l'Affaire Saint-Fiacre      |                 | Jean Delannoy          | 2 868 465 entrées |
| 22.        | Le Temps d'aimer et le Temps de mourir |                 | Douglas Sirk           | 2 818 677 entrées |
| 23.        | Hercule et la Reine de Lydie           |                 | Pietro Francisci       | 2 753 321 entrées |
| 24.        | Sueurs froides                         |                 | Alfred Hitchcock       | 2 701 779 entrées |
| 25.        | La Violetera                           |                 | Luis César Amadori     | 2 700 761 entrées |
| 26.        | Marie-Octobre                          |                 | Julien Duvivier        | 2 598 081 entrées |
| 27.        | Le fauve est lâché                     | Maurice Labro   | 2 532 076 entrées      |                   |
| 28.        | Le Chemin des écoliers                 | Michel Boisrond | 2 516 405 entrées      |                   |
| 29.        | La Femme et le Pantin                  |                 | Julien Duvivier        | 2 458 070 entrées |
| 30.        | La Marraine de Charley                 |                 | Pierre Chevalier       | 2 387 539 entrées |
| 31.        | La Loi                                 |                 | Jules Dassin           | 2 381 000 entrées |
| 32.        | Les Boucaniers                         |                 | Anthony Quinn          | 2 333 168 entrées |
| 33.        | Le Grand Chef                          |                 | Henri Verneuil         | 2 296 698 entrées |
| 34.        | Hiroshima mon amour                    |                 | Alain Resnais          | 2 244 310 entrées |
| 35.        | Le Tombeau hindou                      |                 | Fritz Lang             | 2 236 035 entrées |
| 36.        | Les Grands Espaces                     |                 | William Wyler          | 2 204 165 entrées |
| 37.        | Le Confident de ces dames              |                 | Jean Boyer             | 2 143 020 entrées |
| 38.        | Le Tigre du Bengale                    |                 | Fritz Lang             | 2 020 696 entrées |
| 39.        | La Verte Moisson                       |                 | François Villiers      | 2 012 596 entrées |
| 40.        | Le Journal d'Anne Frank                |                 | George Stevens         | 1 884 477 entrées |
| 41.        | Le Gendarme de Champignol              |                 | Jean Bastia            | 1 859 050 entrées |
| 42.        | L'Homme aux colts d'or                 |                 | Edward Dmytryk         | 1 763 121 entrées |
| 43.        | L'Increvable                           |                 | Jean Boyer             | 1 753 888 entrées |
| 44.        | Le Petit Prof                          | Carlo Rim       | 1 752 514 entrées      |                   |
| 45.        | Les Cavaliers                          |                 | John Ford              | 1 751 346 entrées |
| 46.        | 125, rue Montmartre                    |                 | Gilles Grangier        | 1 699 331 entrées |
| 47.        | Vous n'avez rien à déclarer ?          | Clément Duhour  | 1 690 538 entrées      |                   |
| 48.        | Signé Arsène Lupin                     |                 | Yves Robert            | 1 682 026 entrées |
| 49.        | La Colline des potences                |                 | Delmer Daves           | 1 676 886 entrées |
| 50.        | L'Enfant à la voix d'or                |                 | Antonio del Amo        | 1 643 812 entrées |
| 51.        | Les Affreux                            |                 | Marc Allégret          | 1 605 296 entrées |
| 52.        | La Famille Trapp en Amérique           |                 | Wolfgang Liebeneiner   | 1 602 749 entrées |
| 53.        | La fièvre monte à El Pao               |                 | Luis Buñuel            | 1 590 583 entrées |
| 54.        | Le Trésor du pendu                     |                 | John Sturges           | 1 509 283 entrées |
| 55.        | La Révolte des gladiateurs             |                 | Vittorio Cottafavi     | 1 460 238 entrées |
| 56.        | Un témoin dans la ville                |                 | Édouard Molinaro       | 1 442 314 entrées |
| 57.        | Le vent se lève                        | Yves Ciampi     | 1 341 596 entrées      |                   |
| 58.        | Le Destin d'un homme                   |                 | Sergueï Bondartchouk   | 1 311 831 entrées |
| 59.        | Asphalte                               |                 | Hervé Bromberger       | 1 202 895 entrées |
| 60.        | Du rififi chez les femmes              |                 | Alex Joffé             | 1 196 171 entrées |
| 61.        | Des femmes disparaissent               |                 | Édouard Molinaro       | 1 184 598 entrées |
| 62.        | Le Chien des Baskerville               |                 | Terence Fisher         | 1 179 207 entrées |
| 63.        | La Mission secrète du sous-marin X-16  |                 | Gordon Douglas         | 1 130 563 entrées |
| 64.        | La Sentence                            |                 | Jean Valère            | 1 126 516 entrées |
| 65.        | Les Chemins de la haute ville          |                 | Jack Clayton           | 1 119 456 entrées |
| 66.        | Ramuntcho                              |                 | Pierre Schoendoerffer  | 1 103 943 entrées |
| 67.        | Gigi                                   |                 | Vincente Minnelli      | 1 097 315 entrées |
| 68.        | Les Aventuriers du Kilimandjaro        |                 | Richard Thorpe         | 1 005 175 entrées |

Box-office en 1re exclusivité (France)
À l'époque les plus gros succès ou quelques films qui ont marqué plus particulièrement l'histoire du cinéma ont pu bénéficier de carrières particulièrement longues ou surtout de reprises en salles.
La liste ci-dessous ne tient compte que des entrées enregistrées les deux années suivant leur sortie CNC - Box-office 1959
1. La Vache et le Prisonnier (16/12/59) d'Henri Verneuil : 6 777 798 spectateurs
2. Babette s'en va-t-en guerre (18/09/59) de Christian-Jaque : 4 209 183 spectateurs
3. Archimède le clochard (08/04/59) de Gilles Grangier : 3 707 284 spectateurs
4. Salomon et la Reine de Saba (18/12/59) de King Vidor : 3 357 039 spectateurs
5. La Jument verte (28/10/59) de Claude Autant-Lara : 3 274 784 spectateurs
6. Les Liaisons dangereuses 1960 (09/09/59) de Roger Vadim : 3 242 905 spectateurs
7. Orfeu Negro (12/06/59) de Marcel Camus : 3 198 945 spectateurs
8. Rue des prairies (21/10/59) de Denys de La Patellière : 3 103 563 spectateurs
9. Les Quatre Cents Coups (03/06/59) de François Truffaut : 3 011 780 spectateurs
10. L'Auberge du sixième bonheur (27/02/59) de Mark Robson : 2 868 468 spectateurs

On notera qu'une grande partie des entrées de La Vache et le Prisonnier, La Jument verte et de Certains l'aiment chaud a été obtenue grâce aux reprises (respectivement pour 2,1, 2 et 1,4 millions de spectateur).
Cette liste ne reprend pas La Belle au bois dormant sorti en France en 1960.